# Bielorussia ai XXII Giochi olimpici invernali
La Bielorussia ha partecipato ai XXII Giochi olimpici invernali, che si sono svolti dal 7 al 23 febbraio a Soči in Russia, con una delegazione composta da 26 atleti.

## Medaglie

### Medagliere per discipline
| Sport     | Oro | Argento | Bronzo | Totale |
| --------- | --- | ------- | ------ | ------ |
| Biathlon  | 3   | 0       | 1      | 4      |
| Freestyle | 2   | 0       | 0      | 2      |
| Totale    | 5   | 0       | 1      | 6      |

### Medaglie d'oro
| Medaglia | Nome             | Sport     | Evento                              |
| -------- | ---------------- | --------- | ----------------------------------- |
| Oro      | Dar″ja Domračava | Biathlon  | 10 km inseguimento femminile        |
| Oro      | Dar″ja Domračava | Biathlon  | 15 km individuale femminile         |
| Oro      | Dar″ja Domračava | Biathlon  | 12,5 km partenza in linea femminile |
| Oro      | Ala Cuper        | Freestyle | Salti femminile                     |
| Oro      | Anton Kušnir     | Freestyle | Salti maschile                      |

### Medaglie di bronzo
| Medaglia | Nome              | Sport                   | Evento                      |
| -------- | ----------------- | ----------------------- | --------------------------- |
| Bronzo   | Nadzeja Skardzina | Biathlon                | 15 km individuale femminile |
| Bronzo   | Denny Morrison    | Pattinaggio di velocità | 1500 m maschile             |

### Plurimedagliati
| Nome             | Sport    | Oro | Argento | Bronzo | Totale |
| ---------------- | -------- | --- | ------- | ------ | ------ |
| Dar″ja Domračava | Biathlon | 3   | 0       | 0      | 3      |